# Entomopathogene rondwormen

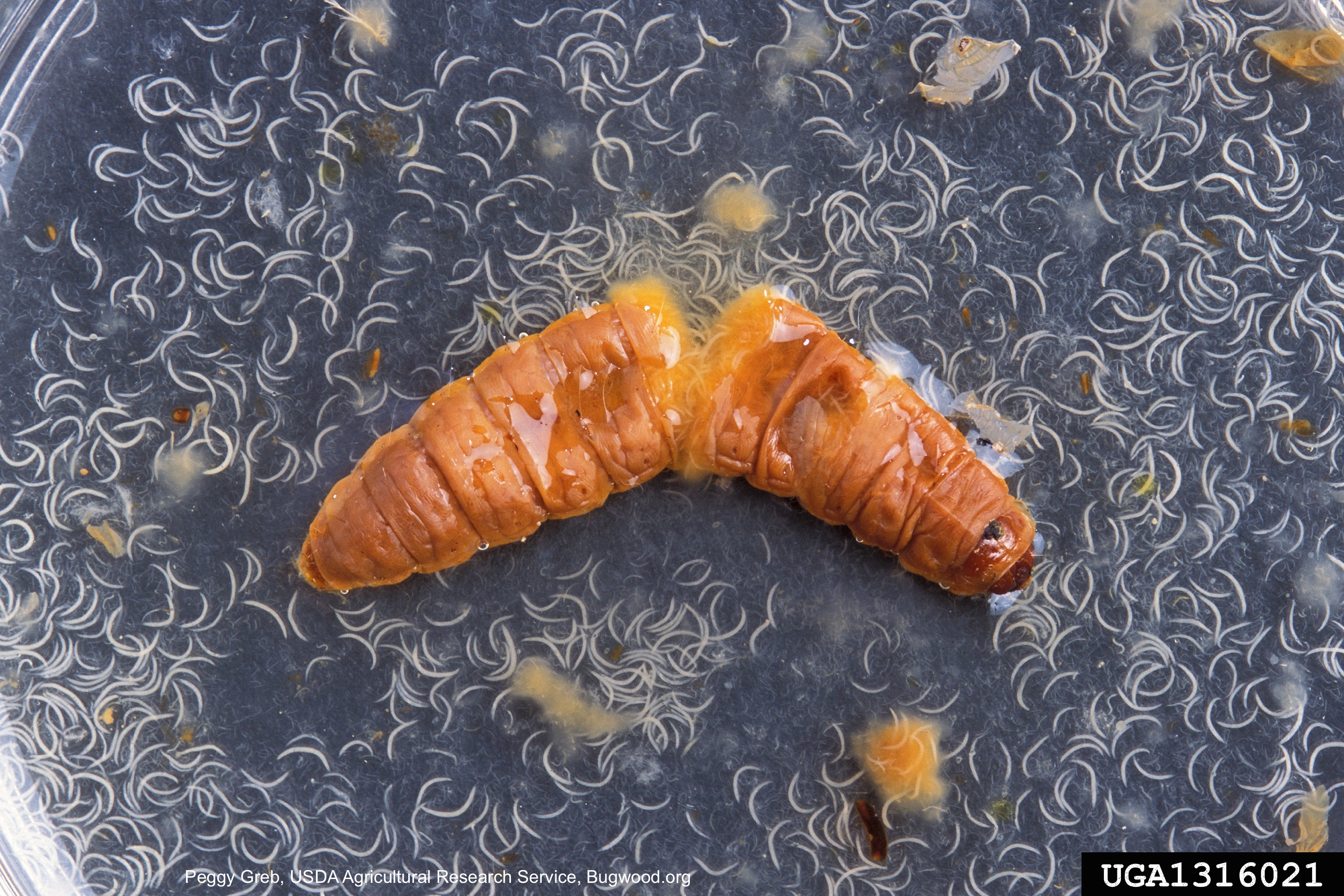
Heterorhabditis bacteriophora infectieuze larven kruipen uit een dode grote wasmotrups

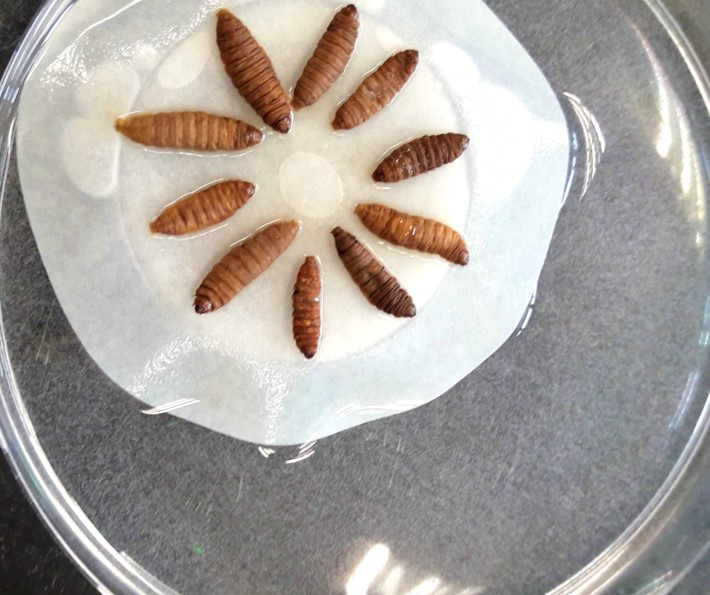
Heterorhabditis downesi larven kruipen uit grote wasmotrupsen

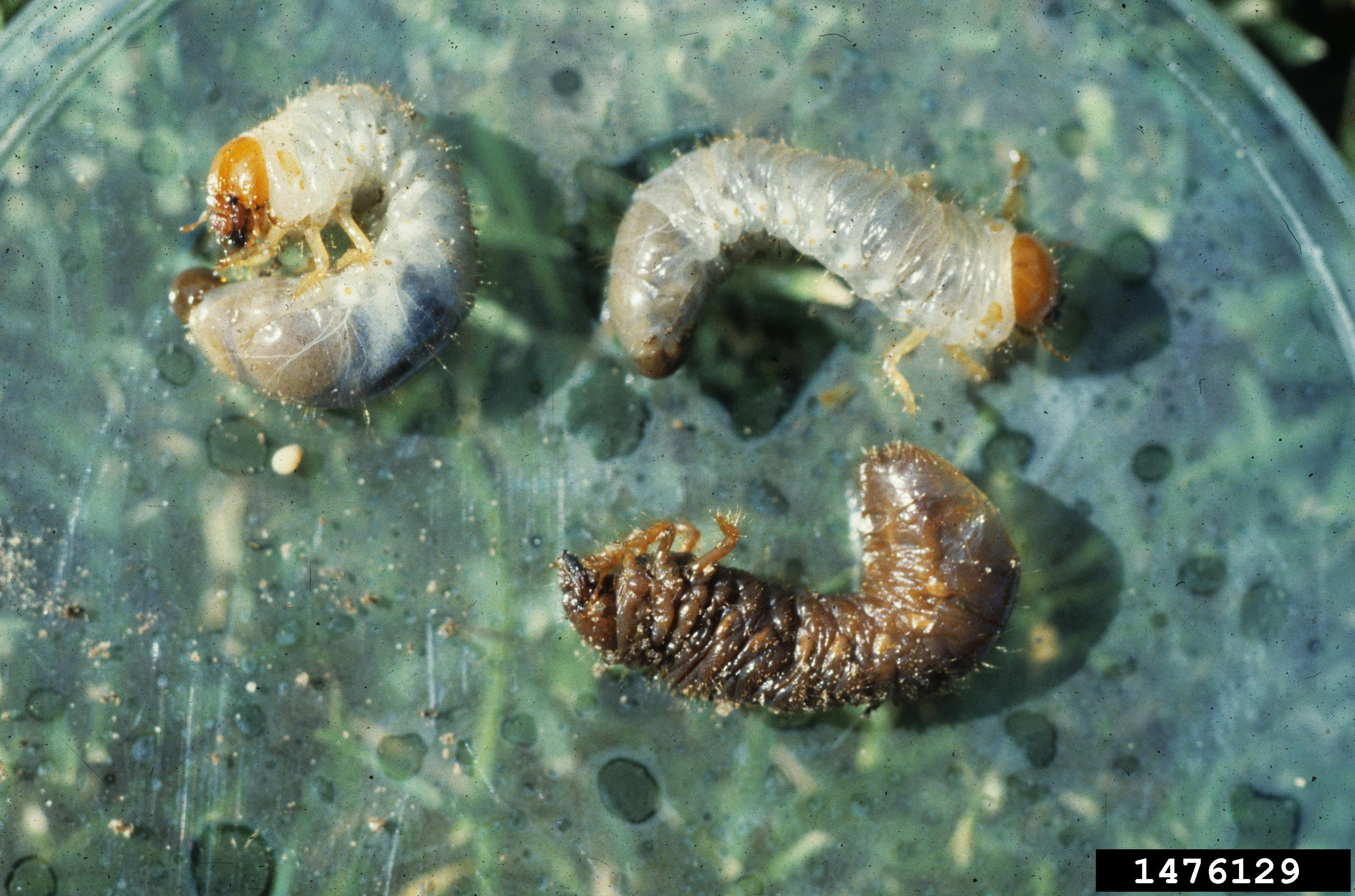
Door Heterorhabditis bacteriophora aangetaste larve met daarboven twee gezonde larven uit de familie bladsprietkevers

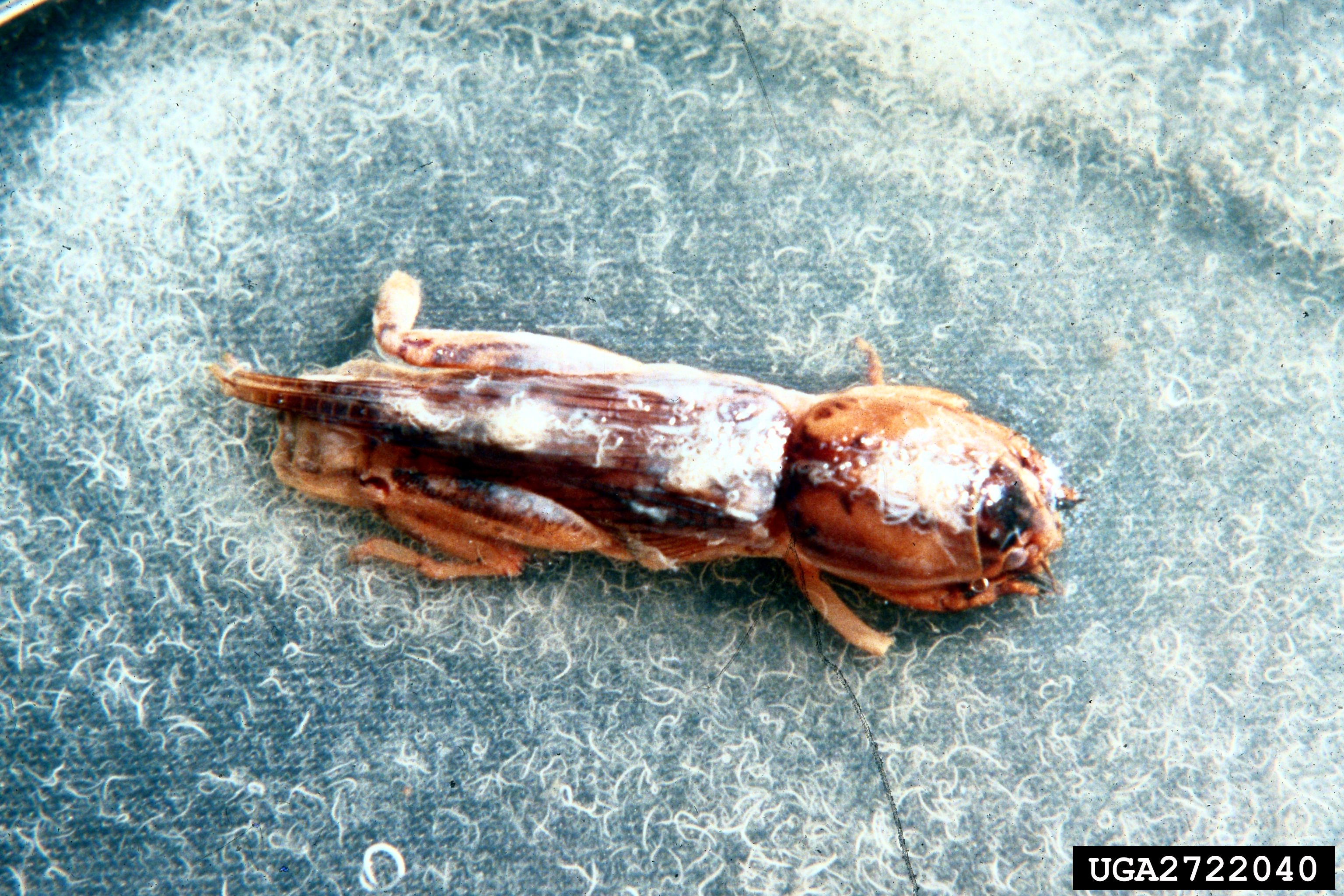
Steinernema scapterisc-larven kruipen uit een dode Scapteriscus vicinus

Photorhabdus luminescens-bacteriën in Heterorhabditis bacteriophora. p=farynx, b=Photorhabdus luminescens

Entomopathogene rondwormen zijn endoparasitaire rondwormen, die parasiteren op insecten. Ze infecteren veel verschillende soorten insecten die in de grond leven, zoals de rupsen van motten en vlinders, de maden van vliegen en van keverlarven, evenals volwassen kevers, sprinkhanen en krekels. De meest bestudeerde entomopathogene rondwormen zijn die welke kunnen worden gebruikt bij de biologische bestrijding van voor de landbouw schadelijke insecten (Gaugler 2006). Entomopathogene rondwormen zijn gevoelig voor UV-licht, waardoor bespuiting van de gewassen met deze rondwormen alleen in de nacht kan plaatsvinden. De bacteriën die in het aaltje voorkomen doden uiteindelijk de larven en plaaginsecten. Uit onderzoek van 2017 blijkt echter dat Steinernema carpocapsae niet alleen op de bacteriën vertrouwt voor het doden van hun gastheer, maar door de aanmaak en secretie van eiwitten actief meehelpt de gastheer te doden. Men denkt dat ongeveer 350 miljoen jaar geleden een afstamming van darmbacteriën een mutualistische relatie aangingen met een lijn naar het geslacht Photorhabdus en een andere naar het geslacht Xenorhabdus.
Er zijn echter ook een aantal entomopathogene rondwormen, die geen mutualistische bacteriën bij zich dragen.

## Levenscyclus
Vanwege hun economische belang zijn de levenscycli van de rondwormen, die behoren tot de Heterorhabditidae en Steinernematidae goed bestudeerd. Hoewel ze fylogenetisch niet nauw verwant zijn, hebben beide dezelfde levenscyclus (Poinar 1993). Bij Steinernematidae komen bacteriën van het geslacht Xenorhabdus voor en bij Heterorhabditidae van het geslacht Photorhabdus. De rondwormen bieden beschutting aan de bacteriën, die op hun beurt zorgen voor de dood van de insectenlarve of het insect. De entomopathogene rondwormen hebben een speciale anatomische structuur waarin de bacteriën worden bewaard. De cyclus begint met een infectieuze L2- of L3-larve, wiens enige functie is om nieuwe gastheren op te zoeken en te infecteren. De infectieuze larven gaan al of niet actief op zoek naar hun prooi. Wanneer een infectieuze larve een geschikte gastheer heeft gevonden wordt de dikke cuticula afgestoten, zwelt zijn kop op, opent zijn mond en zet zijn spijsverteringskanaal uit. De infectieuze larven dringen de lichaamsholte van de insectenlarve of het insect binnen, meestal via natuurlijke lichaamsopeningen (mond, anus, ademopeningen) of via gebieden met een dunne cuticula met een aan de wangkant zittende 'tand'-achtige structuur.
Vervolgens spugen de larven mutualistisch symbionte bacteriën uit hun spijsverteringskanaal in het lichaam van de insectenlarve of het insect, die zich snel in de hemolymfe gaan vermenigvuldigen. De bacteriën doden de gastheer binnen 24-48 uur. Uit onderzoek van 2017 blijkt echter dat Steinernema carpocapsae niet alleen op de bacteriën vertrouwt voor het doden van de gastheer, maar door het uit- en afscheiden van eiwitten meehelpt de gastheer te doden. Samen voeden de rondwormen en bacteriën zich met de door proteasen vloeibaar gemaakte gastheer. De larven ontwikkelen zich in de insectenlarve of het insect via de L2, L3, en L4 larven tot volwassen rondwormen. In de insectenlarve of het insect vinden meerdere generaties rondwormen plaats. Steinernematidae-larven kunnen mannelijk of vrouwelijk worden, terwijl die van de Heterorhabditidae zich ontwikkelen tot zelfbevruchtende (hermafrodiet) rondwormen met latere generaties die twee geslachten produceren. Wanneer het voedsel in de gastheer schaars wordt, produceren de volwassen rondwormen nieuwe infectieuze larven, die zijn aangepast aan de omgeving buiten de insectenlarve of het insect. De levenscyclus van de entomopathogene rondworm is binnen een paar dagen voltooid (Shapiro-Ilan, David I., and Randy Gaugler. "Nematodes."). Na ongeveer een week komen honderdduizenden jonge larven uit de insectenlarve of het insect en gaan ze op zoek naar nieuwe gastheren. Deze larven dragen de mutualistische bacteriën bij zich, die ze uit de gastheer hebben meegenomen. Hun groei en reproductie buiten de gastheer hangt af van hun conditie, die ze in de gastheer hebben verkregen. De bacterie heeft immunoglobulinen tegen de afweer van de gastheer (Shapiro-Ilan, David I., and Randy Gaugler. "Nematodes.").

### Reguleringsmodel van mutualisme en pathogeniteit
Het CpxR-gen bevordert de beweeglijkheid, de lipase-activiteit en beïnvloedt de kolonisatie van de bacterie in de rondworm, mogelijk door bevordering van de transcriptie of opheffing van de repressie van de genen lrhA en nilA, nilB en nilC. Onderdrukking van de productie van protease- en hemolysine (breekt celwanden af) door CpxR kan worden toegeschreven aan transcriptionele repressie van prtA en xaxA. CpxR onderdrukt ook mrxA.

## Foerageerstrategieën
De foerageerstrategieën van entomopathogene rondwormen variëren van soort tot soort, en beïnvloeden hun voorkomen in de bodemdiepte en gastheervoorkeuren. Infectieuze larven gebruiken strategieën om gastheren te vinden die variëren van een hinderlaag tot het actief op zoek gaan (Campbell 1997). Om een prooi in een hinderlaag te lokken bewegen sommige Steinernema-soorten heen en weer of heffen hun lichaam van het grondoppervlak, zodat ze beter in staat zijn zich te hechten aan passerende insecten, die veel groter zijn (Campbell and Gaugler 1993). Veel Steinernema-soorten kunnen omhoog springen door hun lichaam in een lus te krommen (Campbell en Kaya 2000). Andere soorten hanteren een zoekstrategie en bewegen zelden heen en weer. In plaats daarvan kruipen ze door de grond op zoek naar potentiële gastheren. Deze foerageerstrategieën beïnvloeden welke gastheren door de rondwormen worden geïnfecteerd. Bijvoorbeeld, hinderlaagrondwormen zoals Steinernema carpocapsae infecteren meer insecten op het grondoppervlak, terwijl zoekende rondwormen zoals Heterorhabditis bacteriophora insecten infecteren die diep in de grond leven(Campbell en Gaugler 1993). Naast tasten en detectie van vluchtige stoffen, die door de gastheer worden afgegeven, wordt de infectieuze larve ook aangetrokken door (E)-bèta-caryofylleen, dat door plantenwortels wordt afgegeven na vraatschade. Zo hebben infectieuze larven chemosensorische mechanismen ontwikkeld, niet alleen om de gastheren te detecteren, maar ook de locaties waar waarschijnlijk gastheren aanwezig zijn.

## Morfologie infectieuze larve
De infectieuze larve is het enige vrijlevende en daarom milieutolerante stadium van de rondworm. Infectieuze larven variëren in lengte van 0,4 tot 1,5 mm. Verstoorde rondwormen bewegen actief, maar de hinderlaag-soorten, zoals Steinernema carpocapsae en Steinernema scapterisci keren snel terug naar een karakteristieke "J"-vormige rustpositie. Een lage temperatuur of zuurstofniveau zullen de beweging van zelfs actief rondkruipende soorten, zoals Steinernema glaseri en Heterorhabditis bacteriophora remmen. Kortom een gebrek aan beweging is niet altijd een teken, dat ze niet meer leven. De infectieuze larven moeten mogelijk worden gestimuleerd (bijvoorbeeld onderzoek, azijnzuur, iets verhitten) om ze te laten bewegen. Kwalitatief goede infectieuze larven hebben vaak hoge lipideniveaus, waardoor hun lichaam er onder een microscoop donker uitziet. Bijna transparante infectieuze larven zijn vaak actief, maar bezitten een laag infectievermogen.
Gastheren gedood door de meeste Steinernema-soorten worden bruin of donkerbruin, terwijl gastheren gedood door Heterorhabditis-soorten rood en de weefsels gomachtig worden. Een vage luminescentie van de pas door een Heterorhabditis-soort gedode gastheer is een onfeilbare diagnose voor dit geslacht (de symbiotische bacteriën zorgen voor de luminescentie). Zwarte kadavers met bijbehorende ontbinding geven aan dat de gastheer niet werd gedood door een entomopathogene soort. Rondwormen die in dergelijke kadavers worden aangetroffen, zijn meestal vrijlevende bodemsaprofagen.

## Voorbeelden

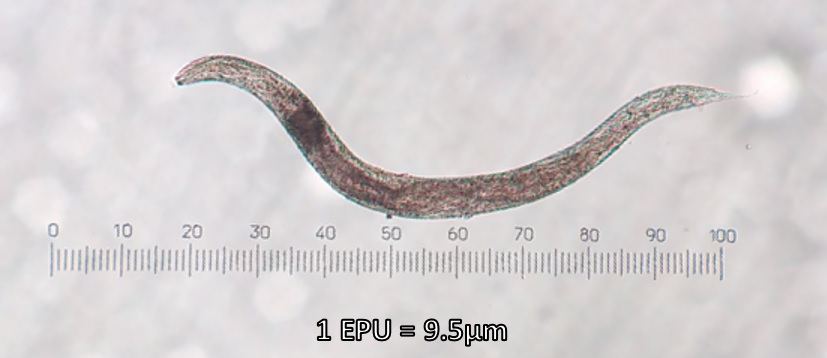
Volwassen vrouwelijke Phasmarhabditis hermaphrodita-rondworm.

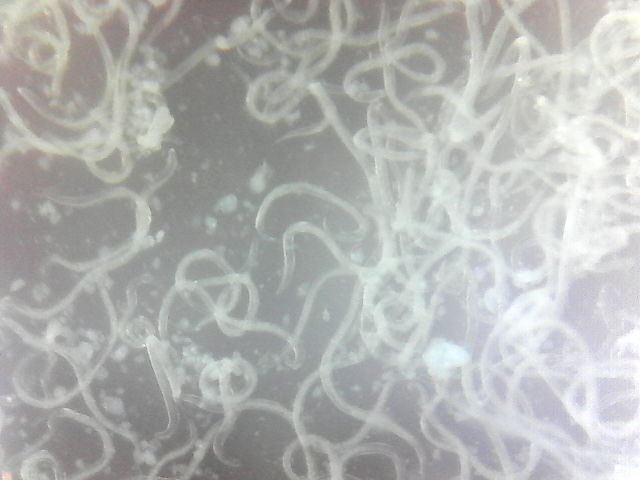
Steinernema feltiae

De soorten Steinernema carpocapsae, Steinernema feltiae, Steinernema riobrave , Heterorhabditis bacteriophora, Heterorhabditis marelatus, Heterorhabditis en Phasmarhabditis hermaphrodita worden commercieel toegepast.
- Steinernema feltiae wordt bij de bestrijding van de eikenprocessierups gebruikt,[9]
- Phasmarhabditis hermaphrodita tegen naaktslakken,
- bij mais de rondworm Steinernema carpocapsae bij de bestrijding van Helicoverpa zea.[10] en de bestrijding van de gegroefde lapsnuitkever met Heterorhabditis bacteriophora.
- De huisvlieg kan bestreden worden met Heterorhabditis- en Steinernema-rondwormen van de orde Rhabditida, die mutualistische leven met Photorhabdus- en Xenorhabdus-bacteriën.[11]